# Округ Маршал (Канзас)
Округ Маршал (енгл. Marshall County) је округ у америчкој савезној држави Канзас. По попису из 2010. године број становника је 10.117. Седиште округа је град Мерисвил.

## Демографија
Према попису становништва из 2010. у округу је живело 10.117 становника, што је 848 (7,7%) становника мање него 2000. године.
| Група             | 2000.          | 2010.         |
| Белци             | 10.716 (97,7%) | 9.727 (96,1%) |
| Афроамериканци    | 25 (0,2%)      | 27 (0,3%)     |
| Азијати           | 21 (0,2%)      | 23 (0,2%)     |
| Хиспаноамериканци | 83 (0,8%)      | 193 (1,9%)    |
| Укупно            | 10.965         | 10.117        |